# Ermita de San Isidro (Benejama)
La ermita de San Isidro se encuentra situada en la cima de un paraje llamado «la Talaieta» en el pueblo de Benejama. Arquitectónicamente no tiene demasiado interés, pero el lugar donde está permite la contemplación de unas vistas inmejorables del valle de Benejama y los pueblos de los alrededores como a vista de pájaro.

## Edificio
Fue construida a mediados del siglo XX. En su interior está la imagen de san Isidro, patrón de los labradores castellanos. El día del santo se celebra una romería desde Benejama hasta la ermita, además de una pequeña feria y diversas actividades tradicionales. La comparsa de agricultores de Benejama participa activamente desde hace muchos años. Hay que mencionar, sin embargo, que los santos protectores tradicionales valencianos son los santitos de la Piedra (San Abdón y San Senent, también conocidos como san Nin y san Non en el refrán "San Nin y san Non, los santitos de la Piedra son"). En la misma comarca de la Vall de Biar hay dos ermitas donde se veneran: la ermita de los Santos de la Piedra de Biar, de estilo gótico y la ermita de San Bartolomé, reconstruida sobre los restos del castillo de Almisrà, en el Campo de Mirra.
La advocación de San Isidro en tierras de Benejama tiene que ver con los primeros momentos de la dictadura franquista y sus intentos uniformizadores. Hoy en día, sin embargo, esta veneración se ha convertido en «intocable» entre sus incondicionales.